# Eredivisie ijshockey bekercompetitie 2012/13

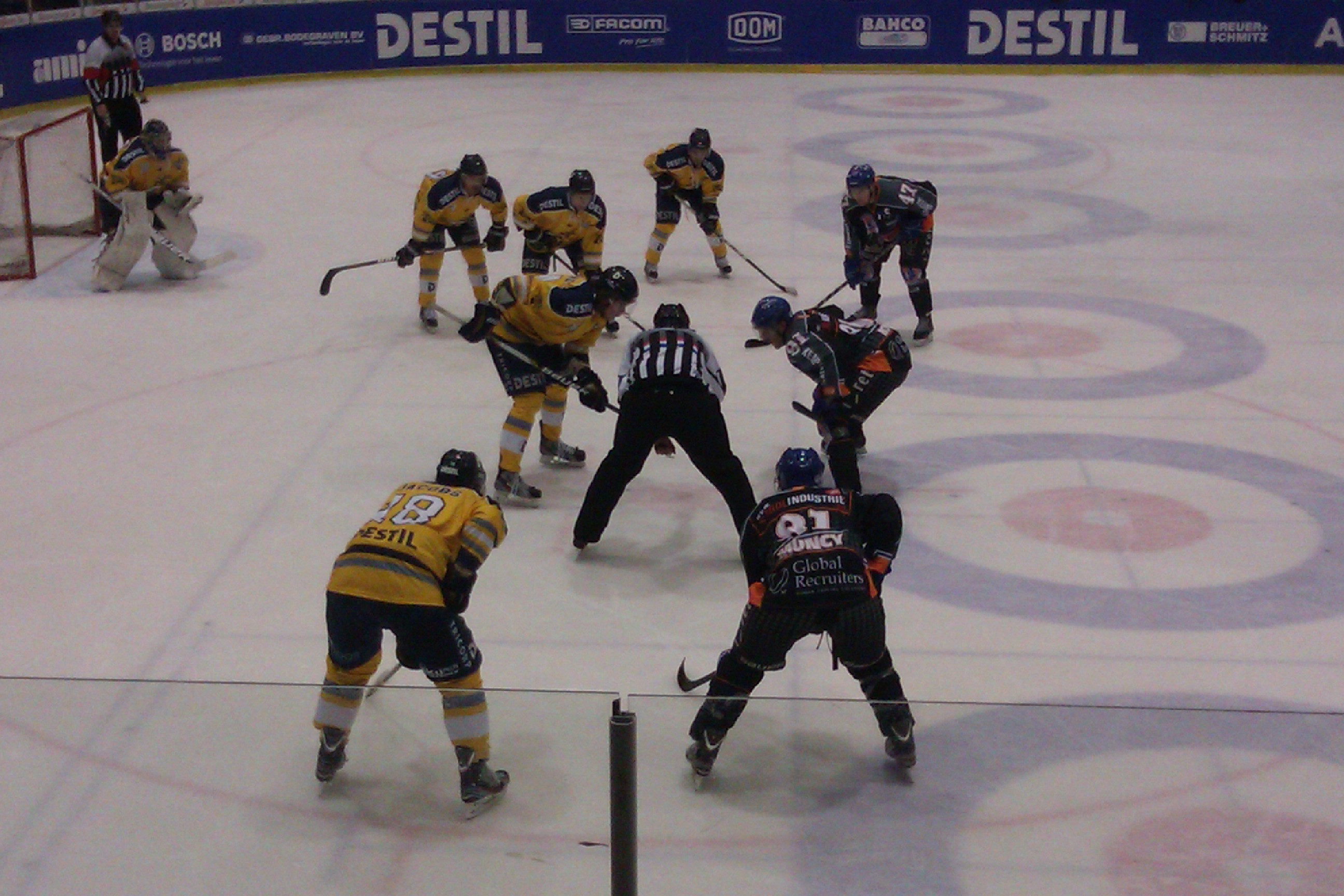
Face-Off tijdens de bekerfinale 2013

De Eredivisie ijshockey bekercompetitie 2012/13 was de 43e editie van dit ijshockeybekertoernooi dat georganiseerd wordt door de Nederlandse IJshockey Bond.
Dit seizoen kende het bekertoernooi een geheel andere opzet ten opzichte van de recente voorgaande jaren. Deelnemers waren de zes Nederlandse teams uit de NIJB eredivisie en acht teams uit de NIJB Eerste divisie (de hoogst spelende teams van de clubs die niet in de eredivisie spelen). Er werd in het geheel volgens het knock-outsysteem gespeeld, waarbij het complete wedstrijdschema vooraf was geloot. Het bekertoernooi ging vijf dagen na de openingswedstrijd van het ijshockeyseizoen in Nederland om de Ron Bertelingschaal van start op vrijdag 5 oktober en eindigde op zondag 13 januari 2013 met de finale in het IJssportcentrum Stappegoor in Tilburg. Tilburg Trappers won het bekertoernooi voor de 13e keer door Eindhoven Kemphanen met 5-3 te verslaan.

## Toernooi
De eerste drie ronden werden middels een "best-of-two" gespeeld. Het team met de meeste wedstrijdpunten ging daarbij door, bij een gelijke stand besliste het doelsaldo. (Bij een eventuele gelijk doelsaldo zou middels een "shoot-off" de winnaar worden beslist.)

### Deelnemers
| Eredivisie          | Eerste divisie       |
| ------------------- | -------------------- |
| Amsterdam G's       | Dordrecht Lions      |
| Eaters Geleen       | Dragons Utrecht      |
| Eindhoven Kemphanen | Eindhoven High Techs |
| Friesland Flyers    | GIJS Bears Groningen |
| HYS The Hague       | HYS Hokij Den Haag   |
| Tilburg Trappers    | Nijmegen Devils      |
|                     | Red Eagles Den Bosch |
|                     | Zoetermeer Panters   |

### Eerste ronde
Hierin streden de acht teams uit de Eerste divisie in een "best-of-two" om vier plaatsen in de tweede ronde.
| Datum | Thuisteam            | Uitslag | Periodestanden | Uitteam                 |
| ----- | -------------------- | ------- | -------------- | ----------------------- |
| 05/10 | Nijmegen Devils      | 2-9     | 1-3, 0-2, 1-4  | Dordrecht Lions         |
| 07/10 | Dordrecht Lions      | 3-0     | 2-0, 1-0, 0-0  | Nijmegen Devils         |
|       |                      |         |                |                         |
| 06/10 | Eindhoven High Techs | 6-1     | 2-0, 3-0, 1-1  | Red Eagles Den Bosch    |
| 07/10 | Red Eagles Den Bosch | 1-6     | 0-2, 1-3, 0-1  | Eindhoven High Techs    |
|       |                      |         |                |                         |
| 06/10 | Dragons Utrecht      | 0-5     | 0-2, 0-2, 0-1  | HYS Hokij Den Haag      |
| 07/10 | HYS Hokij Den Haag * | 3-0     | 3-0, 0-0, 0-0  | Dragons Utrecht         |
|       |                      |         |                |                         |
| 06/10 | GIJS Bears Groningen | 6-1     | 1-0, 1-0, 4-1  | Zoetermeer Panters      |
| 07/10 | Zoetermeer Panters   | 3-2     | 0-0, 2-1, 1-1  | GIJS Bears Groningen ** |

* speelde de thuiswedstrijd in Utrecht
** door op doelsaldo (8-4)

### Tweede ronde
In deze ronde streden de vier winnaars van de eerste ronde in een "best-of-two" om twee plaatsen in de derde ronde.
| Datum | Thuisteam            | Uitslag | Periodestanden | Uitteam              |
| ----- | -------------------- | ------- | -------------- | -------------------- |
| 19/10 | HYS Hokij Den Haag   | 5-4     | 1-2, 2-0, 2-2  | Eindhoven High Techs |
| 20/10 | Eindhoven High Techs | 4-6     | 1-2, 2-3, 1-1  | HYS Hokij Den Haag   |
|       |                      |         |                |                      |
| 10/11 | Dordrecht Lions      | 8-3     | 3-0, 3-1, 2-2  | GIJS Bears Groningen |
| 11/11 | GIJS Bears Groningen | 4-4     | 0-2, 3-1, 1-1  | Dordrecht Lions      |

### Kwartfinale
In deze ronde streden de twee winnaars van de tweede ronde en de zes teams van de eredivisie in een "best-of-two" om vier plaatsen in de halve finale. De vier halvefinalisten van het vorige seizoen (The Hague, Eaters, Kemphanen en Trappers) konden niet tegen elkaar loten.
| Datum | Thuisteam           | Uitslag | Periodestanden | Uitteam             |
| ----- | ------------------- | ------- | -------------- | ------------------- |
| 16/11 | HYS The Hague       | 6-0     | 1-0, 1-0, 4-0  | Amsterdam G's       |
| 17/11 | Amsterdam G's       | 1-12    | 0-5, 1-3, 4-0  | HYS The Hague       |
|       |                     |         |                |                     |
| 17/11 | Dordrecht Lions     | 2-11    | 0-4, 0-5, 2-2  | Tilburg Trappers    |
| 18/11 | Tilburg Trappers    | 8-3     | 3-1, 4-1, 1-1  | Dordrecht Lions     |
|       |                     |         |                |                     |
| 16/11 | HYS Hokij Den Haag  | 2-7     | 0-2, 0-3, 2-2  | Eindhoven Kemphanen |
| 18/11 | Eindhoven Kemphanen | 13-1    | 4-0, 4-1, 5-0  | HYS Hokij Den Haag  |
|       |                     |         |                |                     |
| 17/11 | Friesland Flyers    | 3-2     | 2-1, 0-0, 1-1  | Eaters Geleen       |
| 18/11 | Eaters Geleen *     | 4-0     | 0-0, 1-0, 3-0  | Friesland Flyers    |

* door op doelsaldo (6-3)

### Halve finale
In deze ronde streden de vier winnaars van de derde ronde in een "best-of-three" om twee plaatsen in de finale.
| Datum | Thuisteam           | Uitslag | Periodestanden | Uitteam             |
| ----- | ------------------- | ------- | -------------- | ------------------- |
| 27/11 | Eindhoven Kemphanen | 5-2     | 1-1, 1-1, 3-0  | Eaters Geleen       |
| 04/12 | Eaters Geleen       | 4-2     | 2-0, 0-0, 2-1  | Eindhoven Kemphanen |
| 11/12 | Eaters Geleen       | 1-2     | 0-0, 1-1, 0-1  | Eindhoven Kemphanen |
|       |                     |         |                |                     |
| 27/11 | HYS The Hague       | 3-6     | 2-1, 0-4, 1-1  | Tilburg Trappers    |
| 04/12 | Tilburg Trappers    | 3-5     | 2-0, 0-5, 1-0  | HYS The Hague       |
| 11/12 | HYS The Hague       | 1-5     | 0-3, 1-0, 0-2  | Tilburg Trappers    |

### Finale
De finale werd op zondag 13 januari 2013 in het IJssportcentrum Stappegoor in Tilburg gespeeld.
| Datum | Thuisteam           | Uitslag | Periodestanden | Uitteam          |
| ----- | ------------------- | ------- | -------------- | ---------------- |
| 13/01 | Eindhoven Kemphanen | 3-5     | 1-2, 0-1, 2-2  | Tilburg Trappers |